# 燕军
燕军（1967年5月—），男，籍贯不详，中华人民共和国政治人物。现任中央和国家机关工委副书记。

## 生平
1984年至1988年，就读于中国人民大学农业经济系农业经济专业，获学士学位。1988年7月至1990年8月，在农业经济系工作。1990年至1993年，就读于中国人民大学国际经济系世界经济专业，获硕士学位。
2011年4月，任中国广告协会副会长兼秘书长。2014年8月，任国家工商行政管理总局行政学院常务副院长。2017年8月，调任国家工商行政管理总局个体私营经济监督管理司司长。
2018年3月国务院机构改革后，出任国家市场监督管理总局价格监督检查和反不正当竞争局局长。2020年初新冠疫情发生后，作为中央赴湖北指导组物资保障组的一员，承担着联系保障武汉8家定点医院和两个市州医用物资、生活物资等任务。
2020年3月，改任国家市场监督管理总局执法稽查局局长。2023年1月29日，任国家市场监督管理总局副局长，后又兼任人事司司长。
2023年10月13日，任中央和国家机关工委副书记。

## 荣誉
2020年9月8日，被表彰为全国抗击新冠肺炎疫情先进个人。2021年6月24日，在中央和国家机关优秀共产党员、优秀党务工作者和先进基层党组织表彰大会上，获得中央和国家机关“优秀共产党员”荣誉称号。